# Sistema de nomenclatura de fusión
La nomenclatura de fusión o Nomenclatura de hidrocarburos policíclicos fusionados es un método que sirve para nombrar estructuras orgánicas denominados policiclos fusionados. Los sistemas de anillos policíclicos fusionados son aquellos en donde al menos dos ciclos comparten un enlace y dos carbonos.
Existen dos tipos de fusión: 

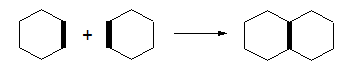
Cicloalcano bicíclico de fusión

- Aquella en la que por cada dos anillos adyacentes tiene dos y sólo dos átomos y un enlace común. Esta fusión se denomina orto. Dichos sistemas tienen n lados comunes y 2n átomos comunes.

- Aquella en la que además de presentarse una fusión orto simple, contiene otro anillo fusionado con dos enlaces y tres átomos en común. Este sistema se denomina orto-peri fusionado. Dichos sistemas cíclicos tienen n lados comunes y menos de 2n átomos comunes.

## Numeración
Para efectos de numeración, los anillos individuales de un sistema de hidrocarburos policíclicos fusionados orto u orto-peri se orientan de modo que 
(a) el mayor número de anillos están en una fila horizontal
(b) un número máximo de anillos están por encima y a la derecha de la fila horizontal (cuadrante superior derecho).
Si dos o más orientaciones cumplen con estos requisitos, la numeración que se elige es aquella que tenga el mayor número posible de anillos en el cuadrante inferior izquierdo.
Una vez orientado el sistema, la numeración comienza en el carbono ubicado en la posición más alta de primer cuadrante (superior derecho) que no pertenezca a una fusión. La numeración prosigue en dirección de las manecillas del reloj. Cuando hay más de una opción, se elige el que se encuentre más a la izquierda dentro del cuadrante. Se omiten en la numeración los carbonos comunes de fusión.
Los átomos comunes a dos o más anillos se designan mediante la adición de letras del alfabeto latino "a", "b", "c", etc. con el número de la posición anterior. Una serie de átomos de fusión consecutivos se numeran siguiendo la dirección de las manecillas del reloj. Cuando se puede elegir entre dos numeraciones, los átomos de carbono comunes a dos o más anillos deben tener los números localizadores más bajos posibles.
Cuando hay más de una opción posible en anulenos impares, se toma la que corresponda al hidrógeno indicado más bajo:
A continuación se ilustran las únicas excepciones permitidas por la IUPAC:
En ciertas operaciones de fusión, se requiere que se etiqueten los enlaces utilizando letras del alfabeto latino. La letra “a” se asigna al enlace donde se encuentre el átomo donde inicia la numeración con el átomo que le sigue. El resto de las letras se asignan en dirección de las manecillas del reloj sin omitir ningún enlace. Sólo se asignan los enlaces en el exterior.

## Sistemas policíclicos uniformes

### Polialenos
Los polialenos son hidrocarburos que constan de dos anulenos idénticos fusionados. Se nombran citando el prefijo numérico que indica el número de átomos de carbono del anuleno, seguido del término “-leno” La única excepción es el hexaleno, que se denomina comúnmente como naftaleno.

### Policenos
Los policenos consisten en varios anillos de benceno orto-fusionados en una disposición rectilínea. Son nombrados citando un prefijo de multiplicidad que indica el número de anillos de benceno, seguido del sufijo "-ceno”. Las únicas excepciones son los compuestos de 3 y 4 cuyos nombres triviales se conservan:

### Polifenos
Los polifenos (no confundir con polifenoles) son hidrocarburos que consisten en anillos de benceno orto-fusionados en un anillo central en disposición 1,2 de un lado y 3,4 otro. Se menciona el número de anillos fusionados totales (n) por medio de un prefijo numeral y el sufijo "-feno”. 
Si n es impar, el polifeno es simétrico y tiene la misma cantidad de anillos fusionados tanto de un lado como del otro en el anillo central. Si n es par, el polifeno es asimétrico, en donde el número de anillos de cada lado difieren en un anillo. La única excepción es el caso en el que n = 3, ya que tiene un nombre trivial propio. 

### Polifenilenos
Los polifenilenos son hidrocarburos que consisten en un [n]anuleno de n par fusionado en todos sus lados posibles con benceno. Estos compuestos se nombran colocando un prefijo numeral correspondiente al número de anillos de benceno fusionados, seguido del sufijo “-fenileno”

### Polinaftilenos
Los polinaftilenos son hidrocarburos formados por la fusión orto del naftaleno en una disposición 2,3 con todos los enlaces posibles de un anuleno con n par. El nombre se construye colocando un prefijo numeral correspondiente al número de anillos de naftaleno fusionados, seguido del sufijo “-naftileno”

### Polihelicenos
Los polihelicenos son hidrocarburos que consisten en fusiones de cinco o más anillos de benceno orto-fusionados que forman una disposición helicoidal. Son nombrados por medio de un prefijo numérico que indica el número de anillos de benceno seguido de la terminación "-heliceno”. 

## Nombres triviales
La nomenclatura de muchos hidrocarburos fusionados parte de una serie de nombres triviales de hidrocarburos con fusiones de anillos de benceno. A continuación se muestran ejemplos de compuestos fusionados con nombres triviales aceptados por la IUPAC:
Cuando un nombre trivial puede aplicarse en un isómero de posición de un sistema fusionado con hidrógeno indicado, se puede nombrar únicamente indicando el hidrógeno isomérico. 

## Otros sistemas fusionados
- Los hidrocarburos policíclicos derivados de fusiones orto de dos anulenos distintos que no tengan nombre triviales aceptados por la IUPAC, se denominan de acuerdo al siguiente procedimiento:

a) Se identifican los anulenos.
| ciclobutadieno | ciclooctatetraeno |
| [4]anuleno     | [8]anuleno        |

b) Se menciona primero el anuleno más pequeño con el prefijo subordinante.
| ciclobutadieno | ciclooctatetraeno |
| Ciclobuta…     |                   |

c) Se menciona el anuleno prioritario como un cicloalqueno simple.
| ciclobutadieno | ciclooctatetraeno |
| Ciclobuta…     | …cicloocteno      |

d) El prefijo del anuleno subordinado se yuxtapone con el nombre del cicloalqueno prioritario. La única excepción es el benceno ([6]-Anuleno)
|                      |
| Ciclobutacicloocteno |

A continuación se muestran las conversiones de nombres de acuerdo al anuleno correspondiente: 
| Anuleno | Prefijo subordinante | Ciclohexeno prioritario |
| ------- | -------------------- | ----------------------- |
| [3]     | Ciclopropa           | Ciclopropeno            |
| [4]     | Ciclobuta            | Ciclobuteno             |
| [5]     | Ciclopenta           | Ciclopenteno            |
| [6]     | Benzo                | Benceno                 |
| [7]     | Ciclohepta           | Ciclohepteno            |
| [8]     | Cicloocta            | Cicloocteno             |
| [9]     | Ciclonona            | Ciclononeno             |
| [10]    | Ciclodeca            | Ciclodeceno             |

Cuando los anulenos son de número de carbonos impar, se puede indicar el hidrógeno en la posición saturada más baja posible. El benceno se indica como "benzo": 
|                           |                  |
| 1-H-Ciclopentacicloocteno | Benzocicloocteno |

- Un sistema de más de dos anulenos fusionados que no tiene un nombre trivial aceptado por la IUPAC,se nombra considerando las reglas siguientes:

1) Se identifica el sistema fusionado más grande posible que presente nombre trivial.
2) Se identifica el resto de los anillos en fusión. Debe procurase encontrar los anillos más simples.
3) Se identifican las etiquetas de los enlaces de fusión en el sistema fusionado principal.
4) El nombre se construye indicando el prefijo correspondiente al anillo fusionado seguido de la etiqueta del enlace de fusión encerrada en corchetes; si el sistema es orto-peri se indican los dos enlaces en común. Por último se escribe el nombre del sistema fusionado principal.
Para anulenos secundarios, se pueden utilizar los prefijos ciclopenta, ciclohepta, cicloocta, ciclonona, etc. A continuación se muestran ejemplos de los prefijos correspondientes a los anillos fusionados secundarios:
| Prefijo  | Compuesto fusionado |
| -------- | ------------------- |
| Acenafto | Acenaftileno        |
| Antra    | Antraceno           |
| Benzo    | Benceno             |
| Nafto    | Naftaleno           |
| Perilo   | Perileno            |
| Fenantro | Fenantreno          |

Si se requiere más de un prefijo, estos se nombran en orden alfabético. A continuación se enlistan los sistemas fusionados en jerarquía ascendente de mención:
Pentaleno – Indeno – Naftaleno – Azuleno – Heptaleno - Bifenileno - s-Indacene - as-Indaceno – Acenaftileno - Fluoreno - Fenaleno – Fenantreno - Antraceno – Fluoranteno - Acefenantrileno – Aceantrileno - Trifenileno - Pireno – Criseno – Tetraceno - 	Pleiadeno - Piceno - Perileno - Pentafeno - Pentaceno - Tetrafenileno - Hexafeno - Hexaceno - Rubiceno - Coroneno - Trinaftileno -	Heptafeno - Heptaceno - Pirantreno - Ovaleno
Si al mencionar únicamente la etiqueta del enlace se genera confusión por la posibilidad de un isómero por la fusión en otro enlace, se mencionan los localizadores del anillo secundario más bajos posibles, siempre y cuando se cumplan las leyes de numeración. También deben coincidir con la dirección de las letras del sistema fusionado principal. Cuando dos o más prefijos se refieren a posiciones equivalentes, de manera que hay una selección de letras, los prefijos se citan en orden alfabético. 
El sistema resultante debe numerarse sin considerar la numeración anterior a la fusión, sino se vuelven a aplicar las reglas de numeración descritas previamente.

## Sistemas fusionados saturados
Los hidrocarburos que sean derivados de saturación de sistemas fusionados se nombran a partir de un prefijo "dihidro-", "tetrahidro-", etc. de acuerdo al sistema de nomenclatura aditivo. Seguido de esto se menciona el nombre del hidrocarburo fusionado patrón. El prefijo "perhidro-" significa hidrogenación completa.Cuando hay una opción para un hidrógeno indicado, a éste se le asigna el número más bajo disponible.
Los siguientes nombres triviales son aceptados por la IUPAC:
Cuando hay dos numeraciones posibles, los hidrógenos deben ser asignados con los números localizadores más bajos posibles.
En el caso de compuestos tanto saturados como insaturados que presenten cadenas laterales, el nombre se construye con los mismos principios que los establecidos en la nomenclatura de hidrocarburos monocíclicos.

## Nomenclaturas alternativas
- Existe una alternativa para mencionar un sistema fusionado entre anulenos y cicloalcanos, cicloalquenos o cicloalquinos. La condición es que deben presentar un doble enlace en el anillo de fusión. En este método:

a) Se identifican los nombres de los ciclos fusionados. El ciclo (o sistema) de mayor tamaño es la estructura prioritaria, mientras que el menor es la estructura subordinada.
b) Se numera el ciclo prioritario a partir del enlace de fusión y el subordinado con números primados también a partir del enlace de fusión.
c) Se mencionan las uniones de fusión del ciclo subordinado, su prefijo correspondiente y posteriormente las uniones del ciclo prioritario con su nombre previo a la fusión.
- Otra alternativa de mención para sistemas fusionados es la nomenclatura de von Baeyer, en donde los átomos de la fusión se nombran como cabezas de puente y el enlace común se menciona como un puente con 0 carbonos:

- En la nomenclatura de productos naturales, se han definido diversos nombres triviales para esqueletos base que presentan anillos fusionados (principalmente terpenos y esteroides), en los cuales se asignan numeraciones propias de acuerdo a su origen biosintético.[5]

### Ladderanos
Los ladderanos son series de ciclobutanos polifusionados en línea recta. Su nombre se debe al término inglés ladder, que significa "escalera". Se nombran como [n]ladderanos:

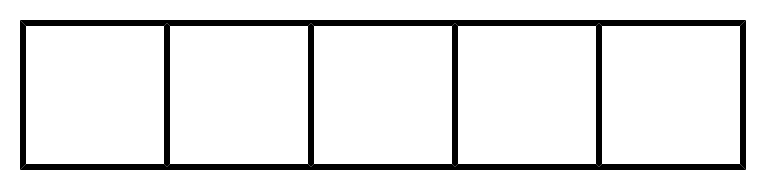
[5]Ladderano

### Fenestranos y poliquinanos
Un fenestrano es un sistema de cuatro ciclos fusionados con un carbono común cuaternario, el cual funciona como vértice común. El nombre fue propuesto por los químicos Vlasios Georgian y Martin Saltzman en 1972. El nombre deriva de la palabra latina Fenestra, que significa "ventana".

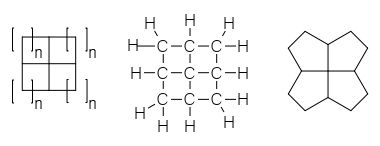
Estructura general de los fenestranos. Se ilustran el [4,4,4,4] fenestrano y el [5,5,5,5] fenestrano

La nomenclatura especial para estos sistemas establece que los números de carbonos de los ciclos implicados se ordenan comenzando por el más pequeño. Estos números se separan por comas y se encierran en corchetes. El más pequeño de esta serie es el [3,3,3,3]fenestrano o piramidano. La serie homóloga continúa con el [4,4,4,4]fenestrano, [5,5,5,5]fenestrano y así sucesivamente.
Un poliquinano es un hidrocarburo policíclico que consiste en tres anillos fusionados de 5 miembros que usualmente contienen un sistema de quinaceno (triciclo[5.2.1.04,10]deca-2,5,8-trieno):

### Triangulenos
Un trianguleno es un sistema de fusión de 6 bencenos en disposición similar a un triángulo de Pascal. La forma neutra totalmente conjugada es un birradical que tiene 22 electrones π en los anillos del benceno, lo cual cumpliría con los requerimientos de un sistema aromático. Sin embargo, es demasiado reactivo como para ser aislado. Los intentos de Clar y Stewart en 1953 para sintetizar el birradical trianguleno resultaron inútiles, ya que los radicales libres polimerizan muy rápidamente bajo condiciones experimentales. Hay tres derivados isómeros llamados dihidrotriangulenos, distinguidos por las letras A, B y C:

### Fulleranos
Los fulleranos son los derivados de hidrogenación de los fullerenos. Se nombran de acuerdo a la nomenclatura de fullerenos:

## Sustituyentes
Los sustituyentes generados en sistemas policíclicos fusionados indican las valencias libres de acuerdo a lo establecido en la nomenclatura de hidrocarburos monocíclicos, con la diferencia de que la numeración establecida se conserva y la (o las) valencias libres deben coincidir con ella. Se puede utilizar el sufijo “-enilo” para sistemas aromáticos: 
A continuación se muestran las excepciones para los casos aceptados por la IUPAC:
Para sustituyentes de valencias múltiples, se siguen las mismas reglas establecidas en la nomenclatura de hidrocarburos monocíclicos: